# 塔明斯

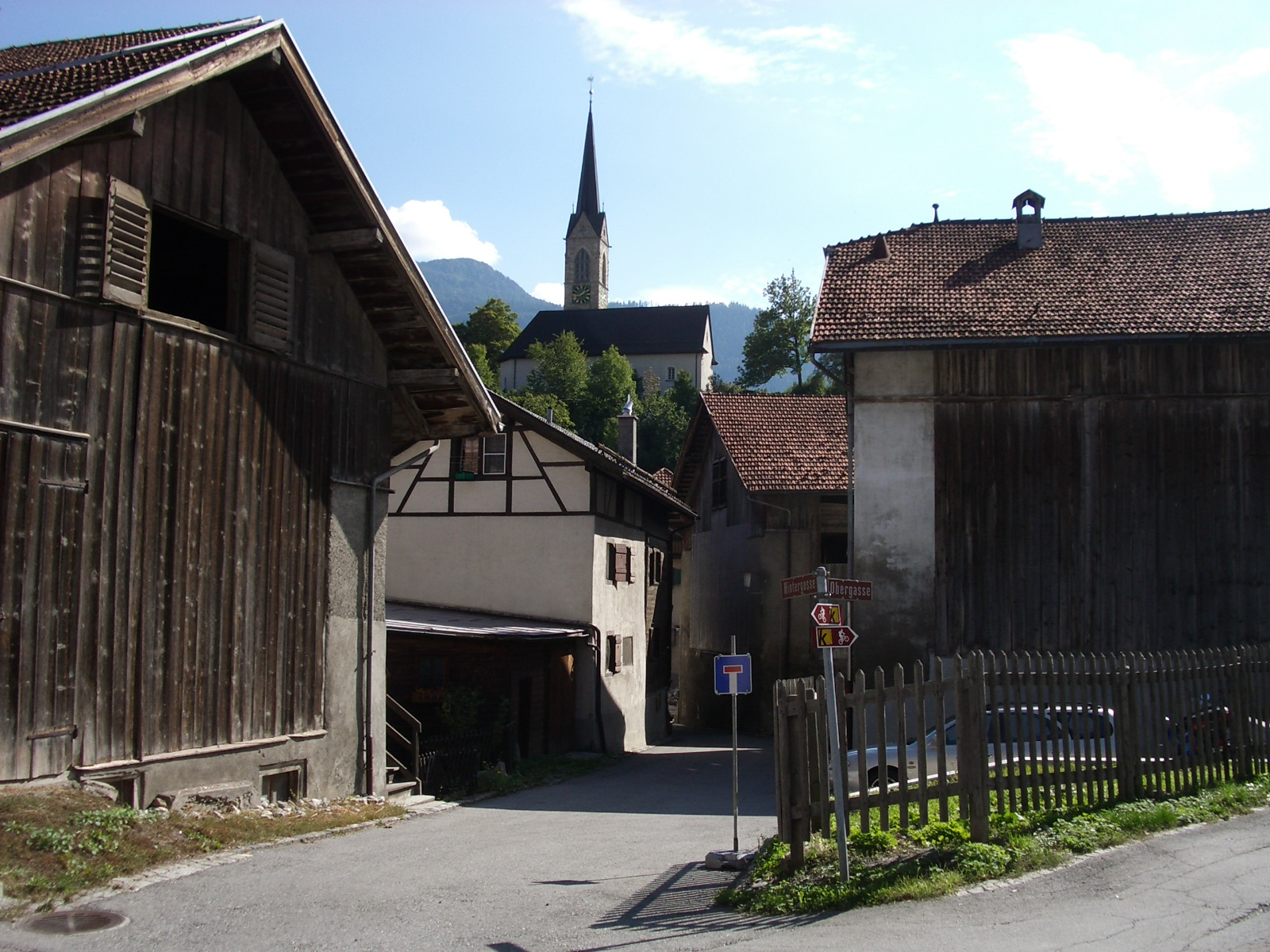

塔明斯是瑞士的城鎮，位於該國東部，由格勞賓登州負責管轄，面積40.74平方公里，海拔高度662米，2011年人口1,214，一半居民信奉基督教，人口密度每平方公里30人。